# Куироне (Варезе)
Куироне је насеље у Италији у округу Варезе, региону Ломбардија.
Према процени из 2011. у насељу је живело 497 становника. Насеље се налази на надморској висини од 311 м.